# Tragtierzentrum Hochfilzen
Das Tragtierzentrum (TTZ) am Truppenübungsplatz Hochfilzen ist für die Ausbildung und den Einsatz aller Tragtiere des österreichischen Bundesheers verantwortlich.

## Entstehung
Bis 2007 verfügten die Jägerbataillone 26 in Spittal/Drau und 23 in Landeck sowie der Truppenübungsplatz Hochfilzen über eigene Tragtierstaffeln.
Durch eine Heeresreform wurden alle Staffeln in ein Tragtierzentrum zusammengefasst.
Um die Zusammenlegung aller Tragtierstaffeln zu ermöglichen, wurde 2009 ein neues Stallgebäude mit Reithalle und Verwaltungsräumen errichtet.

## Organisation
Das Tragtierzentrum verfügt über 55 Tragtiere (47 Haflingerpferde und 8 Esel; Stand: Oktober 2022).
Der Kader (Berufssoldatenanteil) des TTZ besteht aus rund 20 Soldaten.
Struktur
- Bundesministerium für Landesverteidigung und Sport
  - Streitkräfteführungskommando
    - 6. Jägerbrigade
      - Stabsbataillon 6
        - Tragtierzentrum
          - Kommando-/Versorgungsgruppe (KdoVersGrp)
          - Tragtierzug (Einsatzzug)
          - Ausbildungszug

## Einsatz des Tragtierzugs

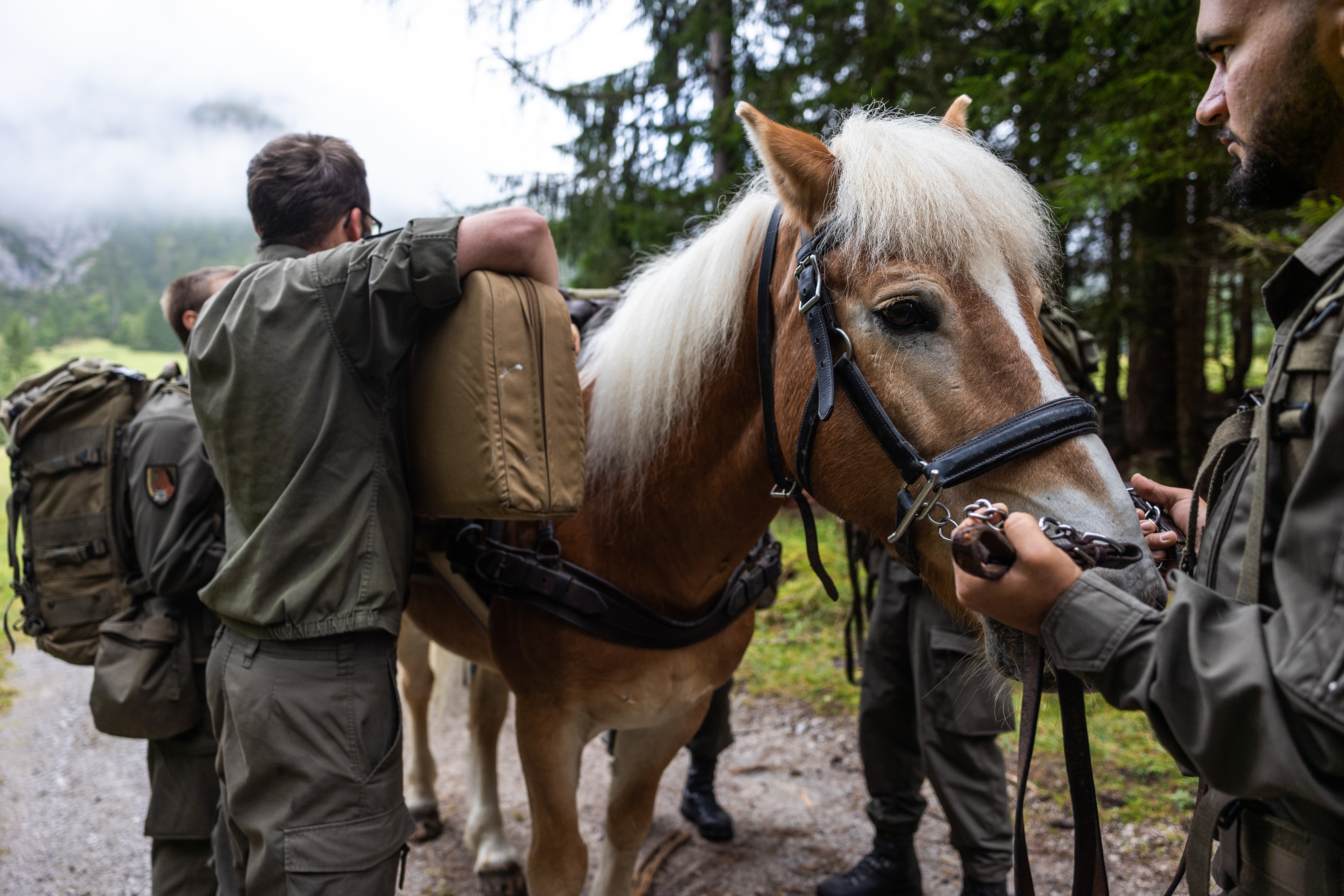
Tragtier wird beladen

Der Hauptauftrag des Tragtierzuges besteht in der Unterstützung der Truppe durch den Transport von Waffen, Munition, Verpflegung und anderen Versorgungsgütern vor allem in gebirgigem Gelände. Es werden auch Aufgaben wie berittene Patrouille, Ziehen von Lasten, Fahren und Öffentlichkeitsarbeit wahrgenommen.
Die Pferde sind ausschließlich Haflinger, stämmige und leistungsbereite Tiere, die auch in schwierigem Gelände sehr trittsicher sind. In vielen Fällen sind sie vor allem im Gebirge zum Transport nicht allzu schwerer Lasten besser als Fahrzeuge einzusetzen. Wie es heißt, können sie Lasten von etwa 100 Kilogramm oder sogar mehr bis zu 100 Kilometer weit pro Tag tragen; die Dienstvorschrift erlaube eine Traglast bis zu 170 Kilogramm. Einsätze von bis zu 16 Stunden sollen möglich und zulässig sein. 
Ob mit Pferden oder Eseln gearbeitet wird, hängt von den Bedingungen ab. Es heißt, Esel bewegten sich in schwierigem Gelände noch besser als die Pferde und könnten noch in einer Höhe von 5000 Metern über Adria eingesetzt werden, was mit dem Stoffwechsel der Tiere zusammenhänge. Die Behauptung, Esel seien störrisch, stimme nicht; sie seien allerdings intelligenter als Pferde, die leichter zu dressieren seien.
Esel sind im Gegensatz zu Haflingern in fast allen Klimazonen der Erde zu finden, was sie zur Vorbereitung für internationale Einsätze verschiedener Bedarfsträger auszeichnet.
Zur Haltung und zum Einsatz der Tiere sagte Verteidigungsministerin Klaudia Tanner: „Im Österreichischen Bundesheer legen wir besonderen Wert auf eine artgerechte Haltung und Ausbildung, welche dem Tierschutzgesetz unterliegen. Die Sicherstellung einer hochwertigen veterinärdienstlichen Versorgung in allen Bereichen hat höchste Priorität. Zusätzlich spielt der wertschätzende und fürsorgliche Umgang mit unseren vierbeinigen Kameraden eine große Rolle, denn unsere Militärtiere leisten schließlich auch einen erheblichen Beitrag zur Sicherheit unserer Soldatinnen und Soldaten.“

## Ausbildung und Pflege der Tiere
Im Alter von sechs Monaten kommen die Fohlen in die Aufzuchtgruppe und ab dem dritten Lebensjahr werden die Pferde oder Esel in einem Ausbildungszug zu Tragtieren herangezogen und ausgebildet, um sie auf ihren Einsatz im Organisationselement vorzubereiten. Dieser Einsatz beginnt mit fünf Jahren und dauert etwa bis zum 15. Lebensjahr. Der Ausbildungszug dient auch der Ergänzung des Tragtierzugs und wird als Reserve angesehen.
Zur KdoVersGrp gehört neben den im Bundesheer üblichen Elementen ein Feldschmiedetrupp. Der Feldschmied ist für den regelmäßigen Beschlag sowie die Gesundheit und etwaige Therapien der Tiere verantwortlich.
Mitarbeiter des TTZ führen auch Schulungen anderer Bedarfsträger im Umgang mit Tragtieren durch. Das befähigt besonders Spezialeinheiten wie das Jagdkommando, im Einsatzraum entsprechende Lasttiere anzumieten und zu verwenden.

## Pferdewallfahrt
Zu den nicht militärischen Veranstaltungen des Tragtierzentrums Hochfilzen gehört die 2003 erstmals veranstaltete Pferdewallfahrt, an der österreichische und deutsche Soldaten wie auch viele Zivilpersonen teilnehmen. Es ist ein strapaziöser Bußgang von der Barbarakapelle am Truppenübungsplatz Hochfilzen zur Wallfahrtskirche Maria Kirchental in Sankt Martin bei Lofer. Der rund 20 Kilometer lange Weg führt über den Römersattel in die Vorderkaserklamm und weiter entlang der Saalach zum Ziel. Abmarsch ist morgens um 7 Uhr, ungefähr auf halber Strecke wird eine Pause eingelegt, und etwa um 12 Uhr kommen die Wallfahrer und Wallfahrerinnen am Ziel an. Zum Abschluss des Gottesdienstes vor der Wallfahrtskirche segnet der Militärpfarrer die Pferde und die teilnehmenden Mulis der deutschen Gebirgsjäger.